# L'esposa d'un altre i el marit sota el llit

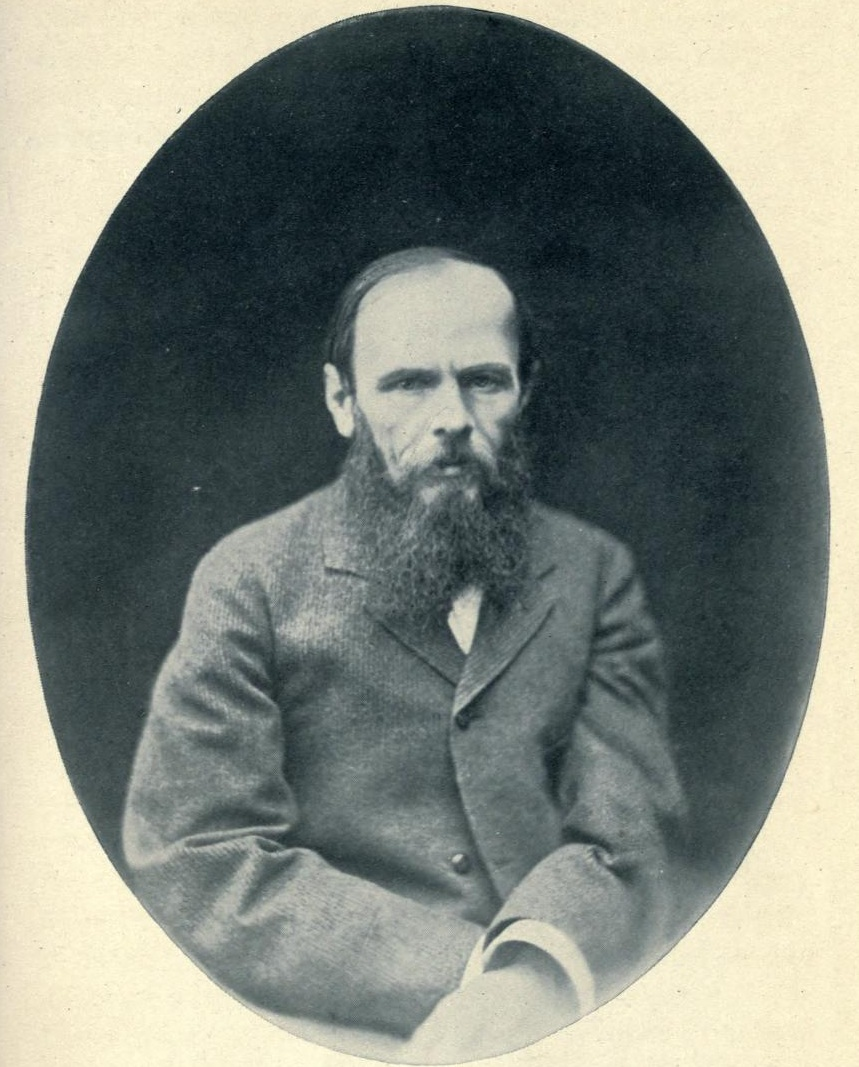
F. M. Dostojevskij

L'esposa d'un altre i el marit sota el llit (rus: Чужая жена и муж под кроватью) és una comèdia de l'escriptor rus Fiódor Dostoievski publicada a 1848.
La primera part de L'esposa d'un altre i el marit sota el llit apareix el setembre de 1848 en els Annals de la Pàtria, revista de literatura rusa del siglo XIX, sota el títol de L'esposa d'un altre - escena de carrer. La segona part, titulada El marit gelós - una aventura inusual, es va publicar a la mateixa revista el desembre de 1848, t. LXI. L'autor recull les dues novel·les sota un mateix títol en l'edició 1860.

## Crítica
La novel·la sembla un vodevil i posa de manifest els clixés del gènere. El tema del triangle amorós (o més aviat el polígon, atès el nombre d'amants de l'heroïna), el ridícul patètic dels marits cornuts (sempre molt més grans que les seves dones), la idea que una dona jove és necessàriament mentidera, voluble i infidel, els nombrosos malentesos que comporta la situació, però també un munt de diàlegs i girs inesperats de tota mena donen a aquest esbós un aspecte teatral de bulevard.
Per a la crítica russa de l'època -per Vissarion Belinski en particular-, que cada una de les novel·les que compon Dostoievski després de Pobra gent és "una nova caiguda". Avui en dia, el sol esment d'aquest treball és extremadament rar en la literatura de Dostoievski.

## Argument

### Primera part
Sant Petersburg, vuit del vespre. Un home de cinquanta anys es dirigeix a un jove desconegut que es passejava davant d'un edifici. L'home gran es mostra alterat, intenta fer preguntes, vacil·la, i després canvia d'opinió i se'n va. La situació es repeteix diverses vegades. El jove compren que l'home que l'home que se l'ha acostat, Ivan Andréievitx, està buscant a una dona que diu ser l'esposa d'un altre. Malgrat les explicacions del tot embrollades i confuses, el jove s'adona que l'home el que està fentes espiar a la seva dona i mirant i mirant de prendre-la en acte d'adulteri. El jove és Tvorogov, que espia a la seva amant, l'esposa d'Ivan Andreyevich.
Tots dos entren a l'edifici quant l'esposa d'Ivan Andréievitx, Glafira Petròvna, surt d'un apartament en braços d'un altre home. Sense desanimar-se, ella li explica un conte sobre un accident de trineu i es va amb el seu marit com si res hagués passat.

### Segona part
L'endemà, Ivan Andréievitx apareix en l'òpera italiana, a on va per a espiar la seva esposa Glafira, però no pot distingir a on és. Enfadat com estava, de sobte, li cau al cap, per casualitat, una noteta amorosa perfumada d'una dona que dona cita al seu amant.
És de la seva dona?Acudeix al lloc de la cita, irromp en l'apartament, i es troba a una dona sola. En qüestió de segons, passa de l'estat marit gelós que ve a sorprendre la seva dona al de l'amant amagat sota el llit quan va sentir els passos del marit que torna. L'escena és encara més còmica quan descobreix que hi ha un altre home a sota el llit de la senyora. S'havia equivocat de pis, o potser ell tenia una cita amb l'esposa d'Ivan Andréievitx al pis de dalt? Ells lluitar sota el llit, però han d'estar en silenci quan el marit arriba. Per desgràcia per Ivan Andréievitx el gos de la casa s'assabenta de la presència dels estranys i comença a bordar, i l'escanya. El seu veí de sota el llit s'escapoleix i ell es troba al davant de marit i dona.

## Personatges
- Ivan Andréievitx: marit cinquantenari de Glafira Petròvna. Present durant la primera part simplement com "el cavaller de la capa de pell d'os rentador." La seva esposa de vegades li diu Cocó, de vegades Jean.
- Ivan Ílitx Tvorogov: jove amant (gelós) de Glafira Petròvna. Anunciat com "l'home jove amb la jaqueta folrada de pell", que només apareix a la primera part.
- Bobinitsin: un altre amant de Glafira Petròvna.
- Glafira Petròvna: Jove dona d'Ivan Andréievitx, sembla molt voluble.
- Liza: dona jove en els quals, Ivan Andréievitx es troba per error.
- El marit de Liza: vell, Ivan Andréievitx diu "Sa Excel·lència".
- L'amant Liza: Home jove amb el qual Ivan Andréievitx es troba sota el llit